# Byåsen Idrettslag
Byåsen Idrettslag er en idrætsforening fra Byåsen i Trondheim. Foreningen blev stiftet 30. oktober 1921 og fra starten kunne man dyrke fodbold, atletik og skiløb. I dag er klubben organiseret i 8 afdelinger for breddeidræt med samlet 2000 medlemmer. Herrefodbold, damefodbold og håndbold har hver deres eliteoverbygning, hvor klubbens bedste håndboldhold i ældre og nyere tid altid har præget Byåsen IL.
Klubbens dameholdbold i håndbold er blevet Norsk Mester i 1987, 1988, 1990, 1996 og 1998.

## Kendte medlemmer
- Langrend: Tor-Arne Hetland.
- Håndbold: Trine Haltvik, Mia Hermansson-Högdahl, Marte Snorroeggen, Elisabeth Aaraas, Vigdis Hårsaker og Gøril Snorroeggen.
- Skihop: Tommy Ingebrigtsen
- Skiskydning: Lars Berger og Ole Einar Bjørndalen.